# Maison Ponama
La maison Ponama est une maison remarquable de l'île de La Réunion, département et région d'outre-mer français dans le sud-ouest de l'océan Indien. Elle est située dans le centre-ville de Saint-Denis au numéro 2 de la rue Roland-Garros

## Historique
La propriété a appartenu à Gertrude Dubourg, puis, en 1829, à Marie Magdeleine Ericie Seimont épouse Dubourg, en 1857, à Alphonse Bédier, avant de devenir en 1862 la propriété d'Albert de Villèle. 
Le rez-de-chaussée de la maison a été construit dans les années 1860 par Albert de Villèle. Cette maison a l'aspect d'un grand pavillon avec une toiture à quatre pans percée de lucarne. La maison a ensuite appartenu aux héritiers Villèle jusqu'en 1906. Une varangue en L la borde sur les côtés nord et ouest. C'est cette maison qui a abrité l'exil de la reine de Madagascar Ranavalona III de mars 1897 à novembre 1898. 
En 1906, la maison appartient à Georgina Brugier veuve Domengé, en 1919, à Marcelle et Georges Brocard, en 1921, à Emmanuel de Villèle.
En 1932, la maison est la propriété de Marin Rivière, propriétaire du domaine sucrier de Grande-Terre à Saint-Leu. Il apporte des transformations radicales à la maison. Elle est agrandie et surélevée d'un étage et couverte d'une toiture à deux pans. Elle permet une façade avec un fronton sur lequel se remarque un décor en bois découpé. De part et d'autre de se fronton ont été réalisées des toitures en pavillon surmontées d'épis de faîtage.
En mai 1970, elle devient la propriété des héritiers Rivière, achetée en juin 1970 par Antoine Ponama, parent de l'homme politique réunionnais Jean-Baptiste Ponama, cofondateur du PCR. Elle appartient à Maurice Ponama en 1993.

## Protection
La maison est inscrite à l'inventaire supplémentaire des Monuments historiques depuis le 29 mars 1996,.